# Caenolestes convelatus
Caenolestes convelatus es una especie de mamífero marsupial paucituberculado de la familia Caenolestidae endémico del noroeste de Ecuador y oeste de Colombia.

## Subespecies
Se conocen las siguientes subespecies:
- Caenolestes convelatus barbarensis Bublitz, 1987
- Caenolestes convelatus convelatus Anthony, 1924